# Generaliserat ångestsyndrom
Generaliserat ångestsyndrom (eller GAD efter engelskans generalized anxiety disorder) är en varaktig ångeststörning som kännetecknas av en generell och långvarig ångest.
Till skillnad från rädsla har inte ångestkällorna objektivt sett legitimitet för andra, rädslan är inte adekvat. Dock kan ångestreaktionen ses som legitim när katastroftankarna tas med i beräkningen. Till skillnad från fobier är inte ångest knutet till en specifik situation eller annat stimuli.  
GAD är en tämligen vanlig psykisk störning, med en livstidsprevalens på 5,8 % i amerikanska undersökningar. Det finns en tydlig könsskillnad, med en överrepresentation för kvinnor på 2,5:1 (det går 2,5 kvinnor på varje man med GAD-diagnos). 
Det finns en stor komorbiditet mellan GAD och andra ångeststörningar som exempelvis tvångssyndrom och social fobi, och också till affektiva sjukdomar som depression, vilket kan förklaras dels av att underläggande mekanismen för olika psykiska åkommor kan densamma och att diagnoser inte är särskilda grupper av symtom utan mer att personen har mer eller mindre symtom generellt.
Den behandling som hittills visats ha bäst effekt är metakognitiv terapi.

## Orsak

### Metakognitiv modell för GAD
Även då det skiljer sig från individ till individ har många med ångestproblematik katastroftankar som grund för sin ångest. Att jobbiga tankar, olämpliga impulser och hemska bilder dyker upp för sinnet är allmänmänskligt och det som gör att det bara leder till ångest för vissa är ett ihållande eller förlängt fokus på dessa tankar och bilder som dyker upp. En del ser på oro som något användbart då de tror att oron kan förbereda dem för eventuella problem som kan dyka upp. I terapi kan en med ångest få hjälp att se hur den kan vara förberedd utan att oroa sig. En annan anledning till att bara vissas negativa tankar leder vidare till ångest är att de behåller sitt fokus på det jobbiga i syfte att hålla koll på det. (Detta är även förekommande hos de med social ångest genom att de har ett stort fokus på sig själva och eventuella saker de sänder ut och visar upp för andra; om du skulle hålla fokus på något jobbigt är det bara naturligt att en jobbig känsla följer). En del har även uppfattningen att tankar berättar nånting om verkligheten, vilket kan göra olämpliga impulser extra jobbiga eftersom de tolkas som någonting personen vill göra ("Varför skulle jag tänka detta om jag inte ville göra det?"). Ett exempel på detta är impulsen att hoppa ut från en hög höjd, som många kan känna igen sig i. Om denna impuls skulle tolkas som ett vittnesmål om en faktiskt vilja är det inte långt bort att bli rädd för sina egna impulser. Ytterligare något som kan leda till ångest är rädslan att få ångest. Denna oro för oro kallas meta-oro. Vanligt förekommande orosmål för meta-oro är att tro att en kommer dö av oro då den kommer att fortsätta öka okontrollerbart. Även rädslan för att bli psykiskt galen är vanligt förekommande vid metaoro.

## Symptom
Symptomen på generaliserat ångestsyndrom är samma som ångest, det vill säga känslor av rädsla, oro och nervositet utan att det är adekvat i situationen. De flesta av de drabbade upplever obehag i maggropen eller i bröstet, muskelspänningar, ledsenhet, oro, illamående, svettningar, yrsel, palpitationer och ibland darrningar. Dessa fenomen kan lika gärna utlösa och vidmakthålla ångest, som utösas av ångest, vilket är viktigt att förstå. Rädslan brukar kretsa omkring oro för att misslyckas, ge koncentrationssvårigheter och motorisk oro, samt kan yttra sig i somatisering såsom spänningshuvudvärk.
Ångestnivån korrelerar ofta med graden av stress, varmed följer att generaliserat ångestsyndrom som regel uppträder hos människor som lever under kronisk stress och att symptomen varierar i svårighetsgrad och uttryck. Dock är ett ångesttillstånd mer långvarigt än en panikattack som varar någon minut. Vid generaliserat ångestsyndrom varar en ångestattack mellan några dagar till några månader.

## Behandling
GAD kan behandlas med både farmaka och med psykoterapi. Många patienter har dock uttryckt skepsis mot behovet av medicinering när det finns effektiva psykoterapier för ångest. Den behandling som hittills fått bäst resultat för ångest i en metaanalys är metakognitiv terapi.
Metakognitiv terapi (eng. metacognitive therapy; MCT) är en förhållandevis ny terapi som gett goda resultat och särskilt för GAD. I en jämförelse med en KBT-metod för GAD som går ut på att hjälpa patienten stå ut med osäkerhet kring oro uppfyllde 91% av de som fick gå i metakognitiv terapi inte längre diagnoskriterierna för GAD jämfört med 80% för KBT. Behandlingen med MCT var dessutom snabbare och gav större resultat än KBT.
Det finns viss evidens för KBT, även om uppnådd effekt i studier blir lägre än för KBT vid andra ångeststörningar. Efter behandling med KBT på 12-15 sessioner brukar 30% minska sin oro så pass att de inte längre uppfyller diagnoskriterierna. Ytterligare en tredjedel bli bara marginellt hjälpta, och en sista tredjedel visar ingen förbättring.
Terapin går ut på att utbilda patienten i vad oro är och hur problemet vidmakthålls enligt inlärningsteori. Patienten får registrera hur mycket, när och var som oron uppkommer. I terapin diskuterar man hur realistiska patientens eventuella katastroftankar är, och i beteendeexperiment kan man även hypotespröva dem. 
Ett av de centrala målen i MCT är att hjälpa patienten att inte låta tankarna som ligger till grund för oron att få fäste. Den stora skillnaden från KBT, där målet är att antingen lära sig stå ut med osäkerheten kring olika orosmoment eller att ifrågasätta giltigheten av orostankarna, är att MCT har som mål att hjälpa patienten bli av med sin ångest genom att inte låta orostankarna få fäste. KBT har fått kritik för att ha för låga mål i förhållande till patienters önskemål om att slippa ångest.   
Ett viktigt inslag i KBT är införandet av en så kallad orosstund. Patienten och terapeuten kommer överens om en viss tid och en viss plats i hemmet som används för att oroa sig, och uteslutande för detta. Det kan vara en halvtimme efter maten, på en viss stol i ett visst rum. Varje gång under övrig tid som patienten får en impuls att oroa sig så får hon istället skriva upp orosämnet på ett papper, och spara oron till orosstunden. Syftet med detta är att dels komprimera tiden som ägnas åt oro, dels för att man senare under terapin kan applicera mer användbara problemlösningsstrategier under denna specificerade orosstund.
Att lära sig vad ångest egentligen består av och hur den fungerar - i stället för att bara fundera över sina känslor - är ofta en förutsättning för att uppnå bestående resultat. GAD kan alltid behandlas, men det kan vara så svårt, ta så lång tid och innebära så många återfall på vägen, att många ger upp och felaktigt blir betraktade som obotliga.[källa behövs]